# Comunicació òptica per l'espai lliure

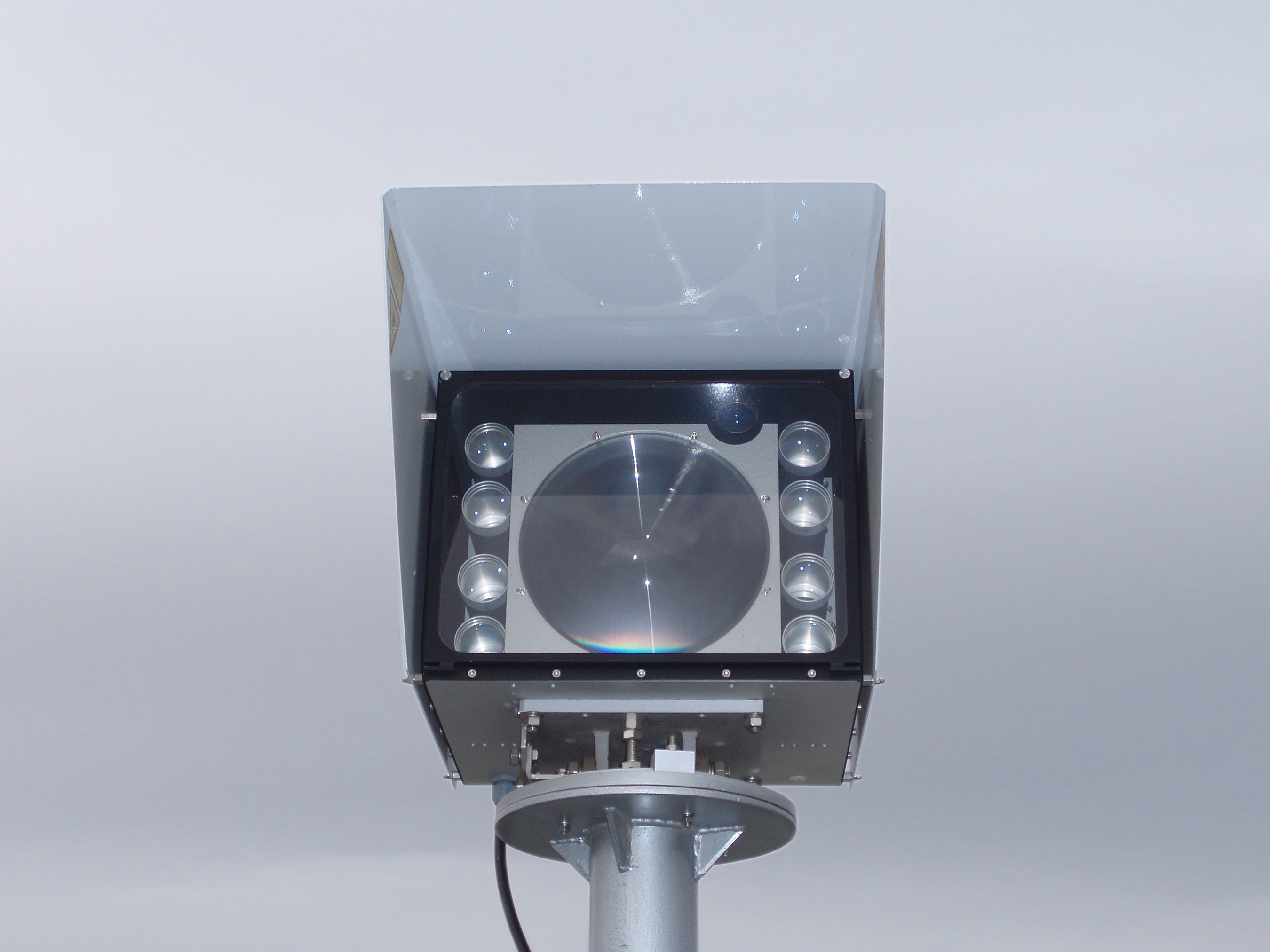
Un làser 8-beam per enllaços òptics d'espai lliure, marcant 1 GB/s una distància d'aproximadament 2 km. El receptor és el llarg disc del centre, els transmissors són els discos més petits. Als costats de dalt i a la dreta té un monocular que ajuda a alinear els dos capçals.

En telecomunicacions, l'òptica per l'espai lliure (FSO, sigles en anglès de free-space optical), és una tecnologia de comunicació òptica que utilitza la propagació de la llum (visible o infraroja) a l'atmosfera terrestre per transmetre informació entre dos punts. Igual que les xarxes de fibra òptica, aquesta tecnologia utilitza un díode emissor de llum o un làser com a font de transmissió, encara que no necessita que el feix de llum sigui guiat a través de cables òptics. Per a la seva recepció, aquests feixos de llum operen a la part de terahertz de l'espectre. Per rebre el senyal, els feixos de llum se centren en una lent de recepció connectada a un receptor d'alta sensibilitat a través d'un cable de fibra òptica.

## Història
Les comunicacions òptiques, de diverses formes, han estat usades des de fa centenars d'anys. Des dels antics grecs que polien els seus escuts per enviar senyals durant la batalla als moderns semàfors i el telègraf sense fil solar, també anomenat heliògraf que transmeten senyals en codi per comunicar-se.
En 1880 Alexander Graham Bell i el seu assistent, Sarah Orr van crear el fotòfon, considerat pels laboratoris Bell, el seu invent més important. El dispositiu permetia la transmissió de so sobre un feix de llum. El 3 de juny de 1880, Bell va realitzar la primera transmissió de telefonia sense fils entre dos edificis propers.
La invenció del làser en la dècada de 1960 va revolucionar les comunicacions òptiques en l'espai lliure. Les organitzacions militars estaven particularment interessades i s'impulsà el seu desenvolupament. No obstant això, la tecnologia va perdre impuls en el mercat quan la instal·lació de xarxes de fibra òptica per a ús civil estava en el seu apogeu.

## Usos i tecnologies

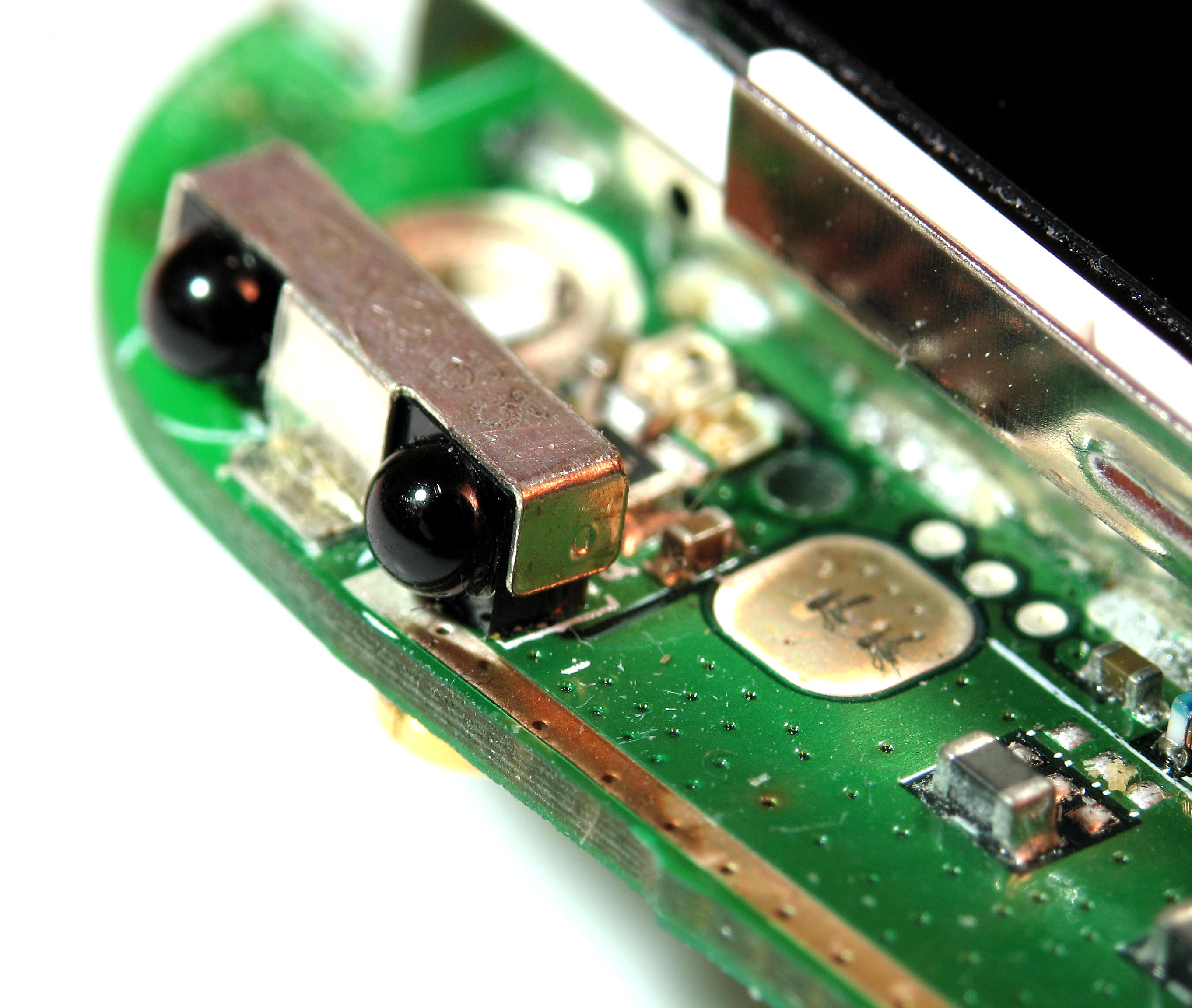
Port infraroig IrDA d'un telèfon mòbil.

L'òptica d'espai lliure s'utilitza també per permetre les comunicacions de les naus espacials. Els enllaços òptics poden ser implementats utilitzant làsers de llum infraroja, tot i que també per enviar dades a baixes velocitats, per distàncies curtes s'utilitzen LEDs. El rang màxim d'enllaços terrestres és de l'ordre de 2,3 km, però l'estabilitat i la qualitat de l'enllaç és altament dependent dels factors atmosfèrics com pluja, boira, pols i calor. Operadors de ràdio aficionats han aconseguit significativament majors distàncies usant fonts incoherents de la llum dels LED d'alta intensitat. Un d'ells es va comunicar a una distància de 278 km el 2007. No obstant això, les limitacions físiques dels equips utilitzats amplada de banda limitat a uns 4 kHz. L'alta sensibilitat del detector requereix per cobrir distàncies aquests fets la capacitat interna del fotodíode utilitzat un factor dominant en l'amplificador d'alta impedància que el van seguir, per tant, naturalment, la formació d'un filtre de pas baix amb una freqüència de tall en la 4 kHz àmplia. L'atmosfera terrestre és el fenomen de separació de les ones de diferent freqüència en travessar un material.

## Aplicacions
Típicament s'utilitza per:

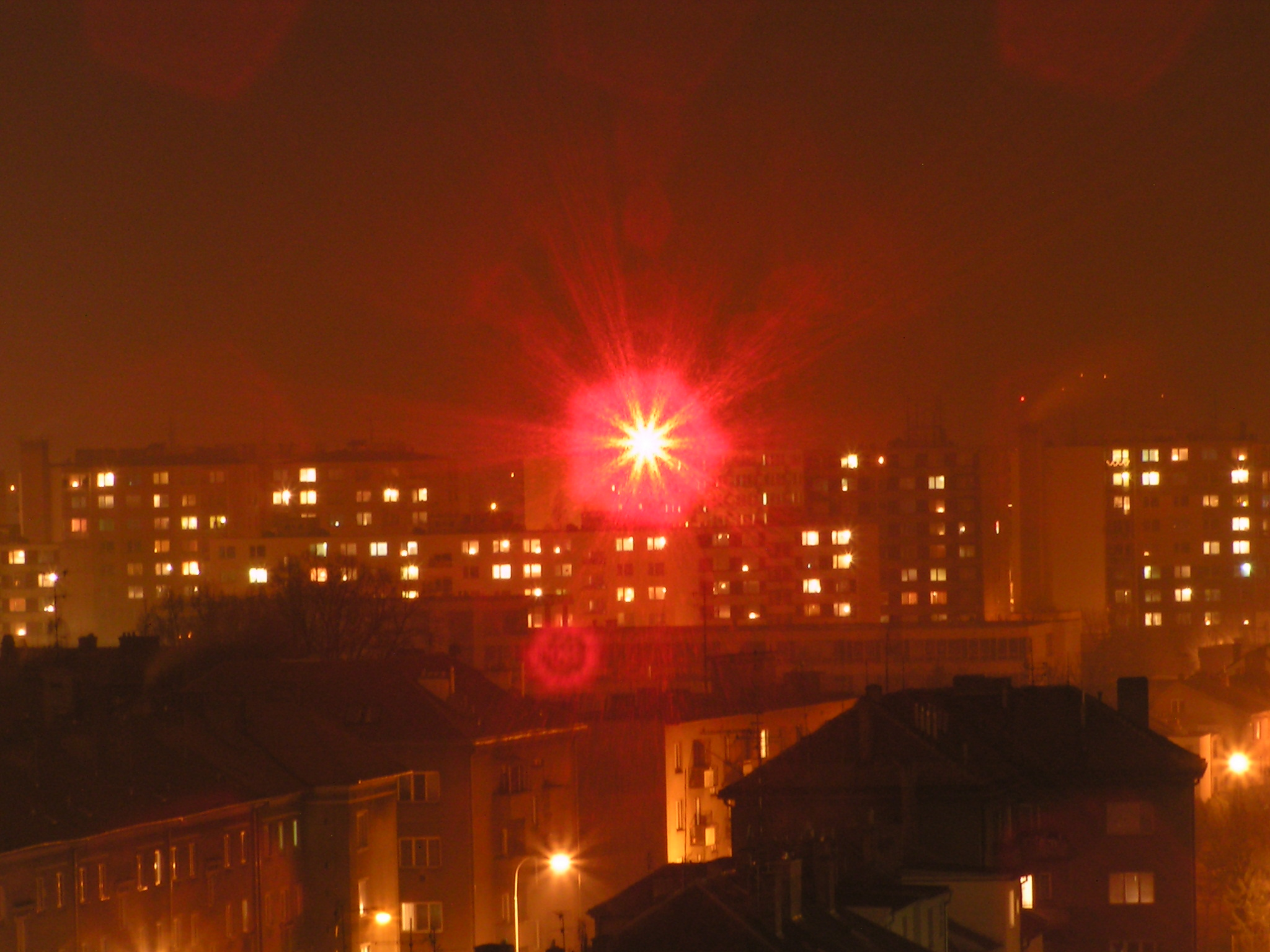
Ronja és una implementació lliure d'un LEDs d'alta densitat utilitzat per a les comunicacions òptiques per l'espai lliure.

- Connexions LAN-to-LAN a Campus amb velocitats de Fast Ethernet o Gigabit Ethernet.
- Connexions LAN-to-LAN en una ciutat. exemple, Xarxa d'àrea metropolitana.
- Per creuar una via pública o altres barreres impossibles per emissor i receptor.
- Ràpid accés a serveis de banda ampla d'alta velocitat en les xarxes de fibra òptica.
- Connexió Voice-data convergent.
- Instal·lació de xarxes Temporals (per a esdeveniments o per a altres fins).
- Restablir la connexió d'alta velocitat ràpidament (en cas de desastres).
- Com una alternativa o complement d'actualització a les actuals tecnologies sense fil.
- Com a complement de seguretat per a les importants connexions de fibra òptica.
- Per a les comunicacions entre naus espacials, inclosos els elements d'una constel·lació de satèl·lits.
- Per comunicacions inter-i intra[4]-xip.

El raig de llum pot ser molt prim, cosa que el fa difícil d'interceptar. En qualsevol cas, és comparablement fàcil xifrar dades que viatgen a través d'una connexió FSO, el que la fa molt segura. FSO proveeix immunitat en cas d'interferència electromagnètica, ja que utilitza llum en comptes de microones.